# Vláda Franze von Papena

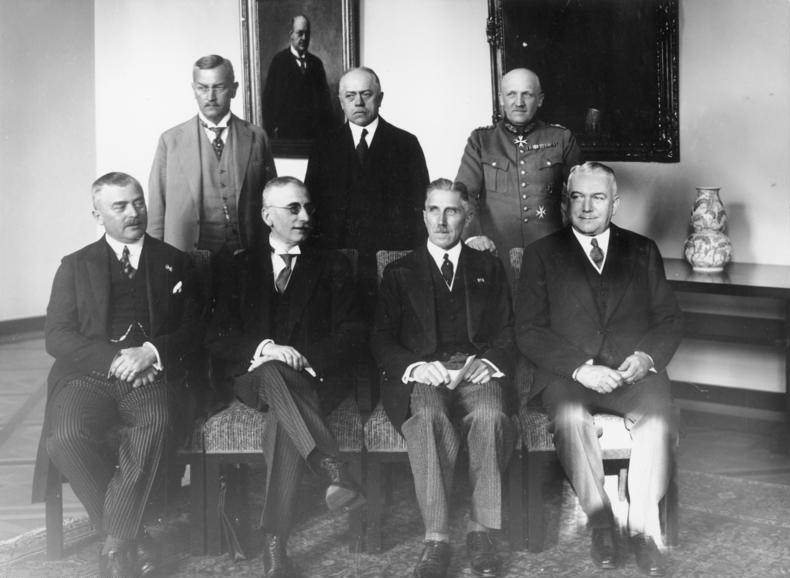
Papenův kabinet: zleva stojící: Gürtner, Warmbold, von Schleicher; zleva sedící: von Braun, von Gayl, von Papen, von Neurath.

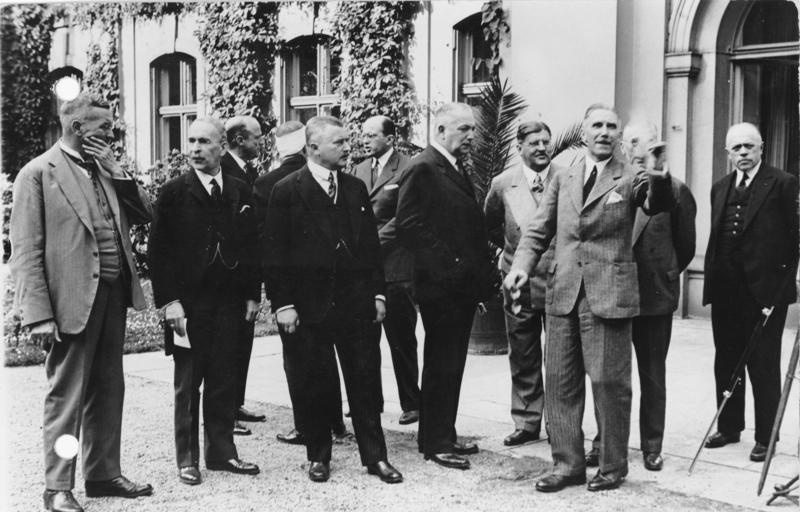
Papenův kabinet: zleva v popředí: von Papen, von Braun, Gürtner, von Neurath, Warmbold, von Rübenach.

Vláda Franze von Papena byla vláda Německé říše v období Výmarské republiky, působila od 1. června do 3. prosince 1932.
Jednalo se o poloúřednický kabinet. Pouze na ministerstva vnitra, spravedlnosti a výživy a zemědělství delegovala své zástupce Německá národně lidová strana (DNVP).

## Seznam členů vlády
Post vicekancléře nebyl obsazen.
| Portfej              | Ministr                          | Strana | Strana      | Nástup do úřadu | Odchod z úřadu   |
| -------------------- | -------------------------------- | ------ | ----------- | --------------- | ---------------- |
| říšský kancléř       | Franz von Papen                  |        | bezpartijní | 1. června 1932  | 3. prosince 1932 |
| zahraničí            | Konstantin von Neurath           |        | bezpartijní | 2. června 1932  | 3. prosince 1932 |
| vnitro               | Wilhelm von Gayl                 |        | DNVP        | 1. června 1932  | 3. prosince 1932 |
| finance              | Lutz Schwerin von Krosigk        |        | bezpartijní | 2. června 1932  | 3. prosince 1932 |
| hospodářství         | Hermann Warmbold                 |        | bezpartijní | 1. června 1932  | 3. prosince 1932 |
| práce                | Hermann Warmbold pověřen řízením |        | bezpartijní | 1. června 1932  | 5. června 1932   |
| práce                | Hugo Schäffer                    |        | bezpartijní | 6. června 1932  | 3. prosince 1932 |
| justice              | Franz Gürtner                    |        | DNVP        | 2. června 1932  | 3. prosince 1932 |
| ozbrojené síly       | Kurt von Schleicher              |        | bezpartijní | 1. června 1932  | 3. prosince 1932 |
| pošty                | Paul von Eltz-Rübenach           |        | bezpartijní | 1. června 1932  | 3. prosince 1932 |
| doprava              | Paul von Eltz-Rübenach           |        | bezpartijní | 1. června 1932  | 3. prosince 1932 |
| výživa a zemědělství | Magnus von Braun                 |        | DNVP        | 1. června 1932  | 3. prosince 1932 |